# LYK5
LYK5‏ (STE20-related kinase adaptor alpha) هوَ بروتين يُشَفر بواسطة جين LYK5 في الإنسان.